# Vladislao Cap
Vladislao Wenceslao Cap (Avellaneda, 5 luglio 1934 – Buenos Aires, 11 settembre 1982) è stato un calciatore e allenatore di calcio argentino, di ruolo difensore.

## Carriera

### Giocatore

#### Club
Iniziò a giocare nel piccolo Arsenal de Lavallol, per poi trasferirsi nel 1954 alla prima squadra del Racing Club di Avellaneda, società della sua città natale. Lì, dopo un biennio all'Arsenal di Sarandí e al Quilmes, riuscì a ottenere il primo titolo in carriera, il campionato argentino del 1958; ripeté l'impresa nel 1961, guadagnandosi il trasferimento al River Plate e la convocazione al Mondiale di Cile 1962. Arrivato al River, però, non vinse alcun titolo, e dopo sessantuno presenze si trasferì al Vélez. Chiuse la carriera agonistica con i peruviani del Porvenir Miraflores.

#### Nazionale
Convocato per la prima volta nel 1959, in vista del Campeonato Sudamericano tenutosi in Argentina, fu subito titolare fisso durante tutta la manifestazione, giocando a fianco di Simeone e Varacka nel terzetto di centrocampo. La Nazionale argentina, guidata dal trio Barreiro-Della Torre-Spinetto, si aggiudicò il titolo, precedendo in classifica i rivali brasiliani. Tre anni più tardi venne incluso nella lista per il campionato del mondo 1962; durante la competizione venne schierato dal CT Juan Carlos Lorenzo in due occasioni, contro Ungheria e Inghilterra.

### Allenatore
Iniziò ad allenare poco dopo aver chiuso la carriera in campo; il primo risultato di rilievo in panchina arrivò nel 1971, con la vittoria in campo nazionale del Campionato Metropolitano, ottenuta con l'Independiente, e la conseguente qualificazione alla Coppa Libertadores 1972. Pedro Dellacha lo sostituì poi alla guida del club, vincendo la Libertadores; Cap andò ad allenare in Colombia per un biennio, prima di ricevere la chiamata della Federazione calcistica argentina, che desiderava averlo come commissario tecnico della Nazionale in vista del campionato del mondo 1974. Cap accettò l'incarico; gli vennero affidati come collaboratori l'ex compagno di Nazionale José Varacka e Víctor Rodríguez. Il Mondiale però non ebbe un andamento soddisfacente per la selezione sudamericana; passato il girone grazie al risultato della Polonia con l'Italia, la formazione di Cap raccolse un solo punto nel girone successivo, venendo sconfitta dai Paesi Bassi di Rinus Michels per 4-0 e dal Brasile per 2-1. Una volta lasciata la guida della Nazionale, Cap continuò la sua carriera da allenatore fino al 1982, anno della sua morte, avvenuta a 48 anni a seguito di un tumore.

## Statistiche

### Giocatore

#### Cronologia presenze e reti in nazionale[4]
| Cronologia completa delle presenze e delle reti in nazionale ― Argentina | Cronologia completa delle presenze e delle reti in nazionale ― Argentina | Cronologia completa delle presenze e delle reti in nazionale ― Argentina | Cronologia completa delle presenze e delle reti in nazionale ― Argentina | Cronologia completa delle presenze e delle reti in nazionale ― Argentina | Cronologia completa delle presenze e delle reti in nazionale ― Argentina | Cronologia completa delle presenze e delle reti in nazionale ― Argentina | Cronologia completa delle presenze e delle reti in nazionale ― Argentina |
| Data                                                                     | Città                                                                    | In casa                                                                  | Risultato                                                                | Ospiti                                                                   | Competizione                                                             | Reti                                                                     | Note                                                                     |
| ------------------------------------------------------------------------ | ------------------------------------------------------------------------ | ------------------------------------------------------------------------ | ------------------------------------------------------------------------ | ------------------------------------------------------------------------ | ------------------------------------------------------------------------ | ------------------------------------------------------------------------ | ------------------------------------------------------------------------ |
| 7-3-1959                                                                 | Buenos Aires                                                             | Argentina                                                                | 6 – 1                                                                    | Cile                                                                     | Campeonato Sudamericano de Football 1959 (I)                             | -                                                                        |                                                                          |
| 11-3-1959                                                                | Buenos Aires                                                             | Argentina                                                                | 2 – 0                                                                    | Bolivia                                                                  | Campeonato Sudamericano de Football 1959 (I)                             | -                                                                        |                                                                          |
| 18-3-1959                                                                | Buenos Aires                                                             | Argentina                                                                | 3 – 1                                                                    | Perù                                                                     | Campeonato Sudamericano de Football 1959 (I)                             | -                                                                        |                                                                          |
| 22-3-1959                                                                | Buenos Aires                                                             | Argentina                                                                | 3 – 1                                                                    | Paraguay                                                                 | Campeonato Sudamericano de Football 1959 (I)                             | 1                                                                        |                                                                          |
| 30-3-1959                                                                | Buenos Aires                                                             | Argentina                                                                | 4 – 1                                                                    | Uruguay                                                                  | Campeonato Sudamericano de Football 1959 (I)                             | -                                                                        |                                                                          |
| 4-4-1959                                                                 | Buenos Aires                                                             | Argentina                                                                | 1 – 1                                                                    | Brasile                                                                  | Campeonato Sudamericano de Football 1959 (I)                             | -                                                                        |                                                                          |
| 18-11-1959                                                               | Santiago del Cile                                                        | Cile                                                                     | 4 – 2                                                                    | Argentina                                                                | Amichevole                                                               | -                                                                        |                                                                          |
| 13-3-1962                                                                | Montevideo                                                               | Uruguay                                                                  | 1 – 1                                                                    | Argentina                                                                | Amichevole                                                               | -                                                                        |                                                                          |
| 28-3-1962                                                                | Buenos Aires                                                             | Argentina                                                                | 1 – 0                                                                    | Messico                                                                  | Amichevole                                                               | -                                                                        |                                                                          |
| 2-6-1962                                                                 | Rancagua                                                                 | Inghilterra                                                              | 3 – 1                                                                    | Argentina                                                                | Mondiali 1962 - Fase a gironi                                            | -                                                                        |                                                                          |
| 6-6-1962                                                                 | Rancagua                                                                 | Ungheria                                                                 | 0 – 0                                                                    | Argentina                                                                | Mondiali 1962 - Fase a gironi                                            | -                                                                        |                                                                          |
| Totale                                                                   |                                                                          | Presenze                                                                 | 11                                                                       |                                                                          | Reti                                                                     | 1                                                                        |                                                                          |

### Allenatore

#### Nazionale argentina
| Squadra   | Naz                  | da             | a             | Record | Record | Record | Record     | Record | Record | Record | Record |
| G         | V                    | N              | P             | GF     | GS     | DR     | Vittorie % |        |        |        |        |
| --------- | -------------------- | -------------- | ------------- | ------ | ------ | ------ | ---------- | ------ | ------ | ------ | ------ |
| Argentina | Argentina (bandiera) | 22 aprile 1974 | 3 luglio 1974 | 10     | 3      | 3      | 4          | 15     | 19     | −4     | 30,00  |

### Panchine da commissario tecnico della nazionale argentina
| Cronologia completa delle presenze e delle reti in nazionale ― Argentina | Cronologia completa delle presenze e delle reti in nazionale ― Argentina | Cronologia completa delle presenze e delle reti in nazionale ― Argentina | Cronologia completa delle presenze e delle reti in nazionale ― Argentina | Cronologia completa delle presenze e delle reti in nazionale ― Argentina | Cronologia completa delle presenze e delle reti in nazionale ― Argentina | Cronologia completa delle presenze e delle reti in nazionale ― Argentina | Cronologia completa delle presenze e delle reti in nazionale ― Argentina |
| Data                                                                     | Città                                                                    | In casa                                                                  | Risultato                                                                | Ospiti                                                                   | Competizione                                                             | Reti                                                                     | Note                                                                     |
| ------------------------------------------------------------------------ | ------------------------------------------------------------------------ | ------------------------------------------------------------------------ | ------------------------------------------------------------------------ | ------------------------------------------------------------------------ | ------------------------------------------------------------------------ | ------------------------------------------------------------------------ | ------------------------------------------------------------------------ |
| 22-4-1974                                                                | Buenos Aires                                                             | Argentina                                                                | 2 – 1                                                                    | Romania                                                                  | Amichevole                                                               | -                                                                        |                                                                          |
| 18-5-1974                                                                | Parigi                                                                   | Francia                                                                  | 0 – 1                                                                    | Argentina                                                                | Amichevole                                                               | -                                                                        |                                                                          |
| 22-5-1974                                                                | Londra                                                                   | Inghilterra                                                              | 2 – 2                                                                    | Argentina                                                                | Amichevole                                                               | -                                                                        |                                                                          |
| 26-5-1974                                                                | Amsterdam                                                                | Paesi Bassi                                                              | 4 – 1                                                                    | Argentina                                                                | Amichevole                                                               | -                                                                        |                                                                          |
| 15-6-1974                                                                | Stoccarda                                                                | Polonia                                                                  | 3 – 2                                                                    | Argentina                                                                | Mondiali 1974 - Fase a gironi                                            | -                                                                        |                                                                          |
| 19-6-1974                                                                | Stoccarda                                                                | Argentina                                                                | 1 – 1                                                                    | Italia                                                                   | Mondiali 1974 - Fase a gironi                                            | -                                                                        |                                                                          |
| 23-6-1974                                                                | Monaco di Baviera                                                        | Argentina                                                                | 4 – 1                                                                    | Haiti                                                                    | Mondiali 1974 - Fase a gironi                                            | -                                                                        |                                                                          |
| 26-6-1974                                                                | Gelsenkirchen                                                            | Paesi Bassi                                                              | 4 – 0                                                                    | Argentina                                                                | Mondiali 1974 - Seconda fase a gironi                                    | -                                                                        |                                                                          |
| 30-6-1974                                                                | Hannover                                                                 | Argentina                                                                | 1 – 2                                                                    | Brasile                                                                  | Mondiali 1974 - Seconda fase a gironi                                    | -                                                                        |                                                                          |
| 3-7-1974                                                                 | Gelsenkirchen                                                            | Germania Est                                                             | 1 – 1                                                                    | Argentina                                                                | Mondiali 1974 - Seconda fase a gironi                                    | -                                                                        |                                                                          |
| Totale                                                                   |                                                                          | Presenze                                                                 | 10                                                                       |                                                                          | Reti                                                                     |                                                                          |                                                                          |

## Palmarès

### Giocatore

#### Club
- Campionato argentino: 2

Racing Club: 1958, 1961

#### Nazionale
- Coppa America: 1

Argentina 1959

### Allenatore
- Campionato argentino: 1

Independiente: Metropolitano 1971